# Élections législatives gagaouzes de 2021
Les élections législatives gagaouzes de 2021 ont lieu les 19 septembre et 3 octobre 2021 afin d'élire les 35 membres de l'Assemblée populaire de Gagaouzie, région autonome de la république de Moldavie,.

## Contexte
Les élections sont initialement prévues pour le 16 mai 2021. Leurs tenue à cette date est cependant annulée lorsque le parlement moldave décrète l'état d'urgence le 31 mars pour une durée de deux mois, dans ce qui est présenté comme une réponse à la crise sanitaire liée à la pandémie de Covid-19 mais largement perçu comme un moyen de retarder la tenue anticipée des élections législatives moldaves de 2021, aucune autre mesure n'ayant été prise contre la pandémie,,.  Le 28 avril, la Cour constitutionnelle juge invalide la mise en place de l'état d'urgence, la nécessité de confier des pouvoirs accrus à l'exécutif ayant été insuffisamment justifiée, et son décret effectué sous un Premier ministre par intérim et non de plein exercice,. Dans l'heure qui suit, la présidente Maia Sandu procède à la dissolution du parlement et convoque des élections anticipées pour le 11 juillet 2021. L'état d'urgence ayant été annulé, les législatives gazaouies sont de nouveau rendues possibles, mais l'organisation des législatives au niveau national amène le gouvernement à les repousser au 19 septembre 2021. 
Les législatives moldaves de juillet s'avèrent une victoire décisive pour le Parti action et solidarité, qui remporte la majorité absolue des suffrages et assure à la présidente une confortable majorité des sièges au parlement. L'une de ses plus proches collaboratrice, Natalia Gavrilița, devient Première ministre le 6 août suivant,. Bastion historique des forces de gauche, la Gagaouzie vote à plus de 80 % pour le Bloc électoral des communistes et socialistes lors de ces élections nationales, avec un résultat similaire jugée probable pour ses élections législatives locales.

## Système électoral
L'assemblée populaire de Gagaouzie (Gagauzia Halk Toplusu) est le parlement monocaméral de la région autonome de Gagaouzie en Moldavie. Elle est composée de 35 membres élus pour quatre ans au scrutin uninominal majoritaire à deux tours dans autant de circonscriptions. L'élection d'un candidat dans une circonscription donnée n'est considérée valide que si le quorum de participation d'un tiers des inscrits est atteint. À défaut, l'élection est recommencée dans cette circonscription.
La loi électorale moldave n'autorisant pas les partis politiques régionaux à partir des élections de 1999, l'assemblée de la minorité turcique gagaouze est marquée par la forte présence de candidats indépendants, se regroupant souvent en des "mouvements civiques" non reconnus comme partis.

### Conditions d'éligibilité
Sont éligibles les Gagaouzes âgés de plus de 21 ans, résidant dans la circonscription où ils se présentent et n'ayant pas perdu leurs droits civiques.

## Résultats
Un total de dix huit candidats sont élus dès le premier tour. Le quorum de participation n'ayant pas été atteint dans six circonscriptions, un deuxième premier tour de scrutin est recommencés dans ces dernières en même temps que le deuxième tour organisé dans onze autres.
|        |                                               |              |              |               |                       |              |               |  |  |  |
| Partis | Partis                                        | Partis       | Premier tour | Deuxième tour | Deuxième premier tour | Total sièges | +/-           |  |  |  |
|        | Indépendants                                  | Indépendants | 11           | 9             | 5                     | 25           | 4             |  |  |  |
|        | Bloc électoral des communistes et socialistes | BECS         | 6            | 2             | 1                     | 9            | 4             |  |  |  |
|        | Construire l'Europe à la maison               | PACE         | 1            | 0             | 0                     | 1            | 1             |  |  |  |
|        |                                               |              |              |               |                       |              |               |  |  |  |
| Total  | Total                                         | Total        | 18           | 11            | 5                     | 35           | en stagnation |  |  |  |